# Askese
Askese (fra græsk: áskesis = øvelse, fra askeîn = "at øve sig" ) er en ofte religiøst begrundet afholdenhed fra kropslige behov og nydelser. I klassisk græsk bruges ordet om legemlige øvelser, som vi ville kalde gymnastik. I religiøst sprogbrug betegner det forskellige handlinger, der skal tjene til forsagelse og selvtugt. Askesens mål er at frigøre ånden fra naturen ud fra et ønske om selvkontrol og en negativ opfattelse af det materielle liv. Den kan arte sig som afståen fra alkohol, socialt liv eller kønsliv. Faste, eneboerliv og cølibat er andre former for asketisk praksis. Der kan ligge ikke blot religiøse, men også sundhedsmæssige eller ideologiske årsager bag et valg om at føre et asketisk liv.

## Historie
Askese praktiseres i mange religioner, såsom buddhisme, hinduisme, islam og kristendom, ofte sammen med meditation eller bøn. I kristendommen kommer askese til udtryk i klosterlivets nøjsomhed og den katolske kirkes håndhævelse af kravet om, at præster skal leve i cølibat. En særlig fremtrædende rolle har askesen spillet i Indien, hvor traditionen med munke og eneboere går langt tilbage. Buddha organiserede et samfund af tiggermunke, som skulle lære at overvinde tilknytningen til verden og livet. Hos jøderne, der ellers betragtede rigdom og mange børn som en velsignelse, fandtes asketer som essæerne og Johannes Døberen. Også hos de livsglade grækere fandt man kynikerne, der levede i fattigdom og lediggang, mens de rejste omkring og talte om dyd og afholdenhed. For dem gjaldt det at øve kroppen op til at modstå de fysiske plager, den naturligt udsættes for.  Hos Platon finder man tanken om menneskets opgave med at befri sjælen fra legemets fængsel. Tanken går igen i nyplatonisme, gnosticisme og manikæisme. 
Kirkefædre som Origenes, Tertullian og Hieronymus var strenge asketer, i stærk uoverensstemmelse med Jesu livssyn. Mange af hans samtidige forargedes over, at han spiste og drak som enhver anden, og han blev spottet som "frådser" og dranker" (Mt 11:19). Han gik gerne til gilde, og det første under, der berettes om ham, er, at han i et bryllup forvandlede vand til vin. Sine disciple lærte han at bede om det daglige brød, i tillid til, at når Gud har skænket os livet, vil han også sørge for mad og tøj. Jesu helbredelsesundere viser, hvilken værdi han tillagde legemlig sundhed. Han kendte ikke til asketens ringeagt for kvinder, mindreårige og familieliv. Tværtimod talte han om Guds rige i billeder netop fra bryllup og familieliv (Mk 2:19 og 10:6). Mens datidens rabbinere anså kvinden som et ringere væsen, der ikke skulle undervises i loven, tog Jesus kvinder med i sin discipelkreds (Mk 15:40); ligeledes velsignede han børn og hævdede, at Guds rige hører sådanne til (Mk 10:13). Selv om han forlangte, at man skulle ofre selve livet for en sag, var hans livsopfattelse ikke asketisk. Forsagelsen var for ham ikke målet, men kun et i visse tilfælde nødvendigt middel. Formaningen "Hvis dit højre øje forarger dig, så riv det ud og kast det fra dig," kendt fra Mt 5:29, er både betinget (i form af "hvis") og individuel ("forarger dig"). Jesus delte heller ikke asketens ligegyldighed og ringeagt for natur og arbejde. Naturen var Guds skaberværk og til sine lignelser hentede han billeder fra hyrdens, fiskerens og vingårdsarbejderens hverdag. 